# Лерман, Иосиф Рафаилович
Ио́сиф Рафаи́лович Ле́рман (1905—1945) — временно исполняющий должность начальника 2-го отдела Главного экономического управления (ГЭУ) НКВД СССР, старший лейтенант государственной безопасности (Приказ НКВД СССР № 820 от 11.12.1935).

## Биография
Родился в еврейской семье арендатора земли. В ВКП(б) с января 1928 (член ВЛКСМ с 1920 по 1921 и с 1923 по 1928). Образование получил в еврейской школе, также обучался на дому. Учился в 3-х классном городском училище, бросив учёбу в 1918.
В 1920 стал работать старшим делопроизводителем Гомельского губернского Совета народного хозяйства, в 1921 переведён на должность делопроизводителя Гомельского губернского СНХ, на этой должности проработал до 1922. С 1922 безработный в городе Гомель по январь 1923. Поступил на работу делопроизводителем курсов милиции в Житомире в январе 1923, проработал до мая того же года.
В органах ОГПУ политический контролёр Черниговского губернского отдела ГПУ с мая 1923 по 1924. Помощник уполномоченного Нежинского окружного отдела ГПУ с 1924 по 1925. Уполномоченный Изюмского окружного отдела ГПУ с 1925 по 1930. Уполномоченный Одесского окружного отдела ГПУ по 1 октября 1930, затем уполномоченный Одесского оперативного сектора ГПУ до февраля 1932. Курсант Центральной школы ОГПУ СССР с апреля по ноябрь 1932. Уполномоченный Одесского областного отдела ГПУ с февраля по апрель 1932. Уполномоченный 3-го отделения Экономического управления (ЭКУ) ОГПУ СССР с ноября 1932 по 2 июля 1933. Уполномоченный 6-го отделения ЭКУ ОГПУ СССР со 2 июля 1933 по 10 июля 1934. Уполномоченный 6-го отделения Экономического отдела (ЭКО) ГУГБ НКВД СССР с 10 июля 1934 по 25 мая 1935. Оперативный уполномоченный 8-го отделения ЭКО—КРО ГУГБ НКВД СССР с 25 мая 1935 по январь 1937. Оперативный уполномоченный 14-го отделения 3-го отдела ГУГБ НКВД СССР с января по 1 ноября 1937. Помощник начальника 13-го отделения 3-го отдела ГУГБ НКВД СССР с 1 ноября 1937 по апрель 1938. Помощник начальника отделения 3-го отдела 1-го управления НКВД СССР с апреля по июнь 1938. Заместитель начальника 6-го отделения 8-го отдела 1-го управления НКВД СССР с июня 1938. Исполняющий обязанности начальника 6-го отделения 8-го отдела 1-го управления НКВД СССР с июня по сентябрь 1938. Исполняющий обязанности начальника отделения 2-го отдела ГЭУ НКВД СССР с сентября по декабрь 1938. Временно исполняющий должность начальника 2-го отдела ГЭУ НКВД СССР с декабря 1938 по январь 1939.
Подвергался репрессиям. Осуждён ВКВС СССР 28 апреля 1939 г. к 15 годам лишения свободы. Умер в заключении 14 мая 1945 г.